# Schloss Graffeln

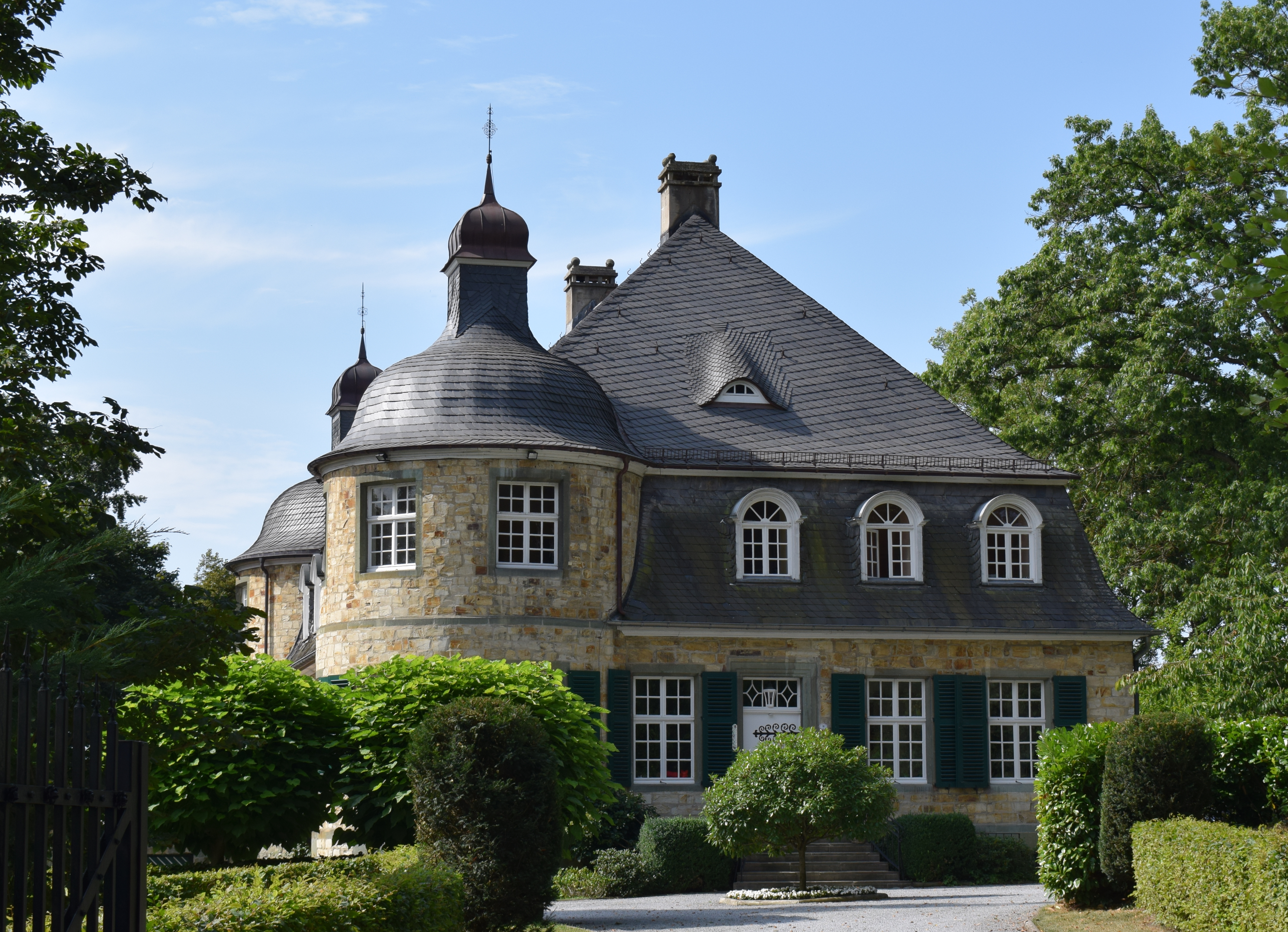
Haus Graffeln

Das Schloss Graffeln liegt nördlich von Wewelsburg, einem Ortsteil der Stadt Büren im Kreis Paderborn, im Almetal direkt an der Landesstraße 751.

## Geschichte
Reinhard Franz Carl von und zu Brenken kümmerte sich neben der Bewirtschaftung der Familiengüter auch um die ansehnliche Vermehrung des Familienbesitzes durch Ankäufe des Gutes Graffeln bei Wewelsburg am 1. März 1866 von der Witwe Gieffers sowie der Wewelsburger Mühle von Anton Böhmer am 4. Januar 1867.
Das schlossartige Gebäude wurde in den Jahren 1910 und 1911 als Herrenhaus einer Gutsanlage, die der Familie von und zu Brenken seit dem Kauf von der Witwe Gieffers gehörte, erbaut. Das Hauptgebäude besteht aus einem eingeschossigen Landhaus auf hohem Sockelgeschoss, das von einem Mansarddach bedeckt wird. Die drei Rundtürme an den Ecken des Bauwerkes erinnern an die Bauart der nur wenige Kilometer entfernten Wewelsburg. Ein Großteil der früheren Gartenanlage ist heute verwildert.